# Microrégion d'Entorno do Distrito Federal
La microrégion d'Entorno do Distrito Federal est l'une des deux microrégions qui subdivisent l'est de l'État de Goiás au Brésil.
Elle comporte 20 municipalités qui regroupaient 1 068 417 habitants en 2006 pour une superficie totale de 38 132 km2.

## Municipalités[1]
- Abadiânia
- Água Fria de Goiás
- Águas Lindas de Goiás
- Alexânia
- Cabeceiras
- Cidade Ocidental
- Cocalzinho de Goiás
- Corumbá de Goiás
- Cristalina
- Formosa
- Luziânia
- Mimoso de Goiás
- Novo Gama
- Padre Bernardo
- Pirenópolis
- Planaltina
- Santo Antônio do Descoberto
- Valparaíso de Goiás
- Vila Boa
- Vila Propício